# الاتحاد العربي لعلوم الفضاء والفلك
الاتحاد العربي لعلوم الفضاء والفلك هيئة فلكية فضائية عربية مقرها مدينة عمان ، (AUASS) تأسست رسمياً سنة 1998 ، يهدف الاتحاد إلى تحقيق رفع شأن العلوم الفلكية والفضائية والنهوض بمستواها لتقوم بدورها في دفع عجلة التقدم وتطوير المجتمع العربي علمياً وتقنياً والحفاظ على التراث الفلكي العربي والإسلامي وإبراز دوره في تقدم الحضارة الإنسانية ، العمل على تحديد بدايات الأشهر القمرية بالطرق العلمية وتعزيزها بالوسائل الرصدية. كما يعمل على توحيد المصطلحات العلمية في مجال علوم الفضاء والفلك في الوطن العربي وتشجيع البحث والنشر والتأليف والترجمة للمادة العلمية باللغة العربية. الرئيس الفخري للاتحاد هو سلطان بن محمد القاسمي.

## تأسيس
تأسس الاتحاد العربي لعلوم الفضاء والفلك عام 1997 بدعوة من الجمعية الفلكية الأردنية، وبدعم من الأمير حسن بن طلال ومقره عمان، ولو أن بدايته كانت متواضعة إلا أنه خلال العشر سنوات الأخيرة نما بسرعة مضطردة و أصبح يضم الآن معظم العلماء العرب في مجال علوم وتكنولوجيا الفضاء، وفي مجال بحوث الفلك. ولقد أصبح الآن واحدا من الاتحادات نوعية التابعة لمجلس الوحدة الاقتصادية العربية التابع للأمانة العامة لجامعة الدول العربية كما انضم إلى وكعضو في الاتحاد الفلكي الدولي. يترأسه حالياً حميد مجول النعيمي ونائبه هو مسلم شلتوت.

## أنشطته
خلال فترة 24– 27 مارس 2008 نظم الاتحاد العربي لعلوم الفضاء والفلك المؤتمر الدولي الأول لتاريخ العلوم عند العرب والمسلمين، الذي عقد بجامعة الشارقة. إذ شارك فيه أكثر من 400 عالم وباحث وتدريسي وطالب دراسات عليا من 35 دولة ومن أكثر من 200 مؤسسة علمية وثقافية. كما يصدر مجلة الكون التي تعّد الأولى من نوعها في المنطقة. يبحث الاتحاد إنشاء وكالة أبحاث فضاء عربية تشترك فيها الدول العربية كافة.

## وصلات خارجية
- موقع الاتحاد العربي لعلوم الفضاء والفلك
- اللجنة الوطنية لمراقبة الأهلة في الجزائر